# اليحمدي (المضيبي)
اليحمدي منطقة سكنية تقع في ولاية سناو، التابعة لمحافظة شمال الشرقية في سلطنة عمان. يقدر عدد سكانها بـ 355 نسمة حسب إحصاء عام 2010 التابع للمركز الوطني للإحصاء والمعلومات الحكومي. رمز المنطقة هو 90230180.

## الوصلات الخارجية
- المركز الوطني للإحصاء والمعلومات، سلطنة عمان